# 藤島町民バス

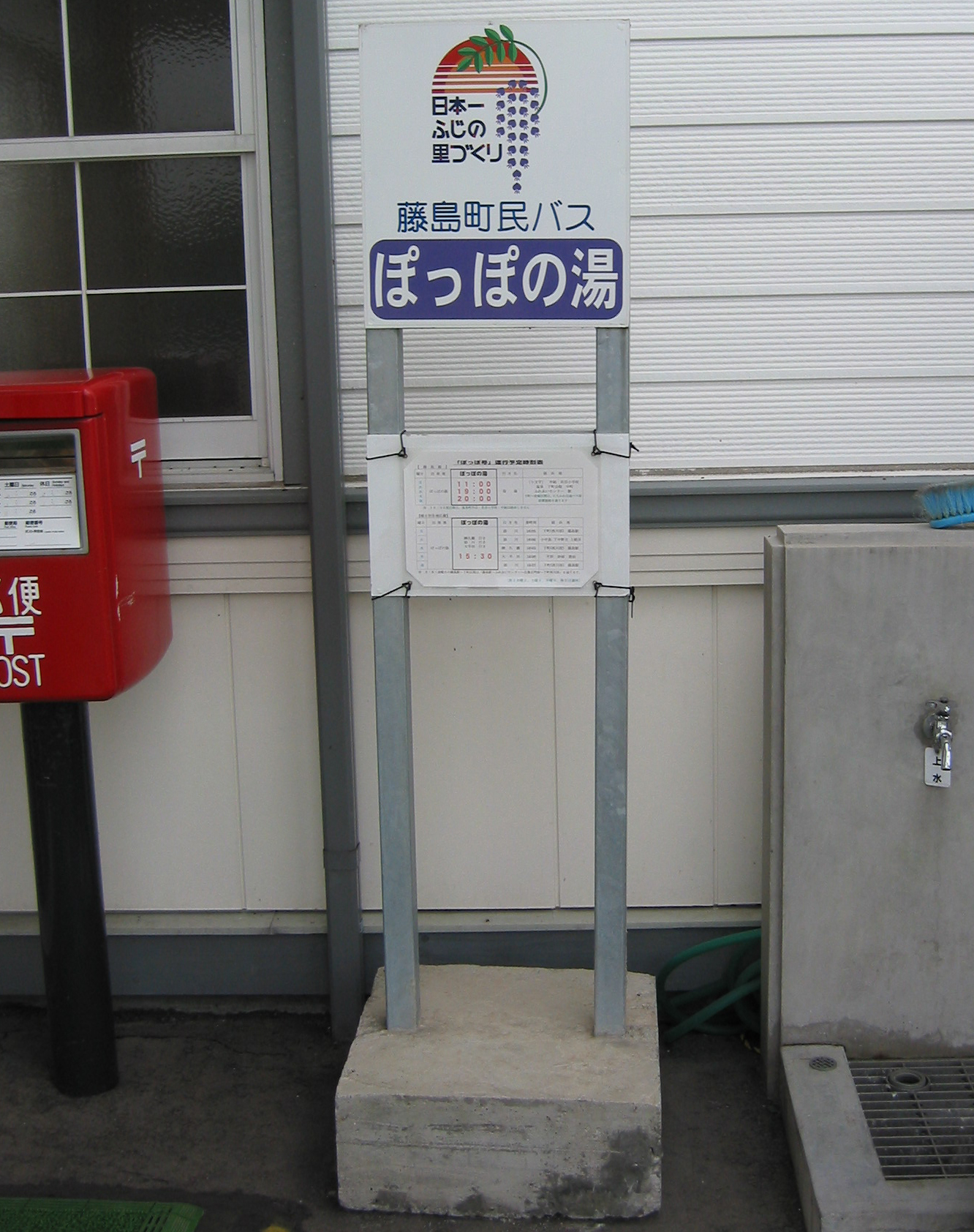
藤島町民バス　バス停

藤島町民バス（ふじしまちょうみんバス）は、山形県東田川郡藤島町（現、鶴岡市）にてかつて運行していたコミュニティバスである。愛称は「ぽっぽ号」。
路線バス長沼押切線の廃止に伴い運行を開始したが、利用客が少なかったため廃止された。
運行形態は、自家用自動車（白ナンバー車）による有償運送であった。

## 概要
- 料金は大人利用1回200円、小中学生100円、乳幼児は無料。回数券は300円の2回券があった。
- 土曜・日曜・祝日・第2木曜及び年末年始（12月29日 - 1月3日）は運休

## 沿革
- 2000年4月10日 - 運行開始。当時は4路線だった。
- 2001年4月16日 - 時刻改正。
- 2002年4月1日 - 時刻改正。
  - 長沼・藤島線を藤島線として、役場始発着地（駅経由）に経路変更、夏季（4月 - 10月）に2往復増発。
  - 藤島・柳久瀬線を柳久瀬線として水曜運行に変更、藤島・野田目線を添川線として月曜運行に変更。
- 2003年4月1日 - 路線廃止。

## 路線
以下6路線があった（2001年4月16日改正時点）。
長沼・藤島線
- ぽっぽの湯 - 十文字 - 長沼小学校 - 豊栄 - 下町会館 - 役場 - 藤島駅
  - 月曜 - 金曜の間運行。

藤島・柳久瀬線
- ぽっぽの湯 - 豊栄 - 下町中 - 藤島駅 - 渡前 - 宝徳 - 上荒俣 - 柳久瀬
  - 月曜のみの運行。

長沼・小中島線
- ぽっぽの湯 - 豊栄 - 須走 - 野田目 - 工藤 - 上蛸井 - 鷺畑 - 添川 - 改善センター
  - 火曜のみの運行。

藤島・野田目線
- ぽっぽの湯 - 豊栄 - 下町中 - 藤島駅 - 役場 - 野田目 - 関根 - 川尻 - 添川 - 改善センター
  - 水曜のみの運行。

長沼・大半田線
- ぽっぽの湯 - 豊栄 - 新屋敷 - 渡前 - 宝徳 - 大半田
  - 木曜のみの運行。

藤島・古郡線
- ぽっぽの湯 - 豊栄 - 下町中 - 藤島駅 - 古郡 - 谷地興屋 - 川尻 - 添川 - 改善センター
  - 金曜のみの運行。

## ダイヤ
- 2001年4月16日改正時点では、各路線とも1往復のみ運行。長沼・藤島線を除いて、朝の便がぽっぽの湯行、昼の便はぽっぽの湯発になっていた。
- 長沼・藤島線は、逆に朝の便がぽっぽの湯発、昼の便はぽっぽの湯行になっていた。

## 車両
- 三菱ふそう・ローザ1台が使用されていた。車体には「ぽっぽ号」の愛称が大書されていた。

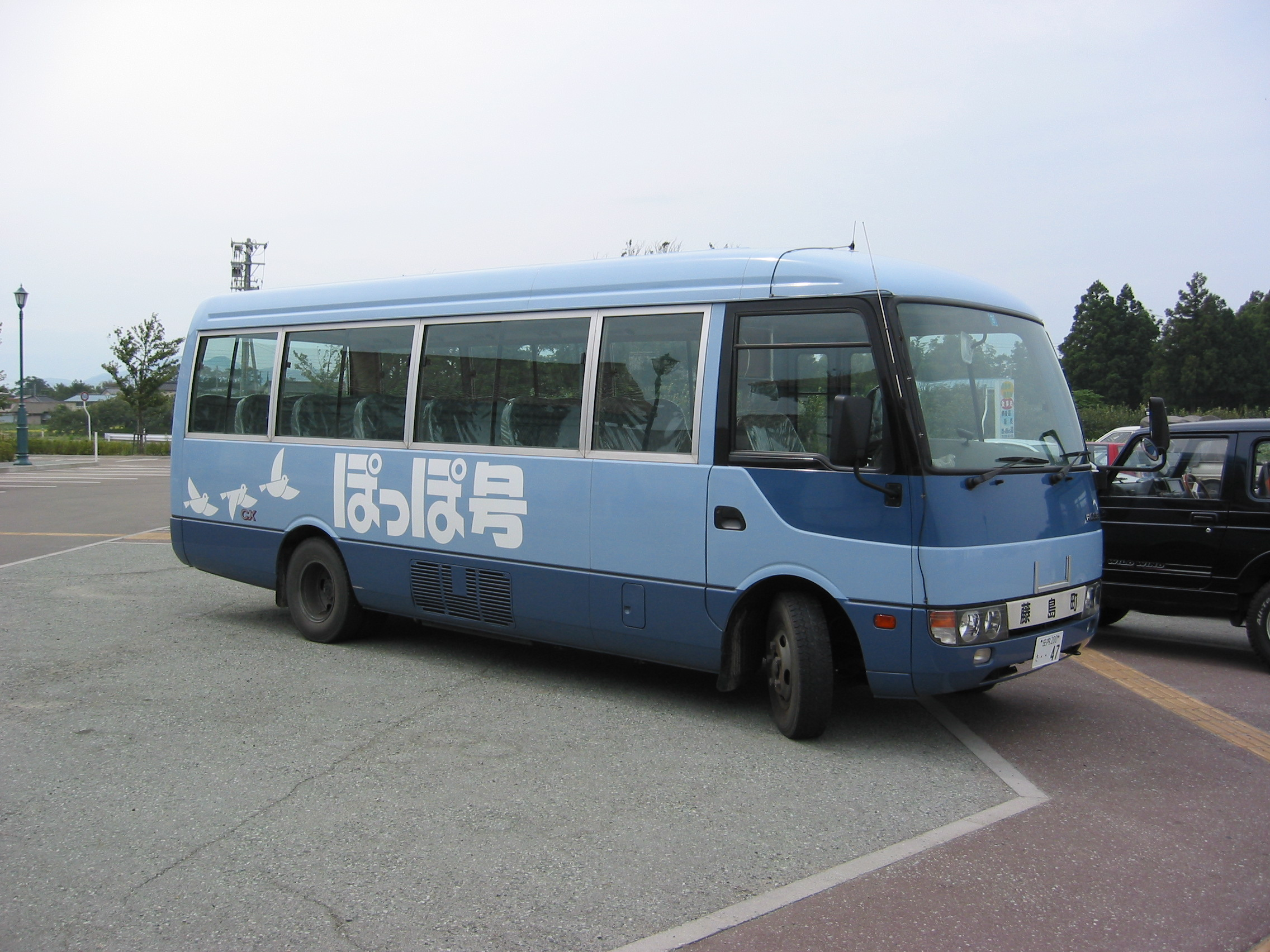
ぽっぽ号